# Gundu
Gundu (nep. गुण्डु) – gaun wikas samiti w środkowej części Nepalu w strefie Bagmati w dystrykcie Bhaktapur. Według nepalskiego spisu powszechnego z 2001 roku liczył on 1080 gospodarstw domowych i 5757 mieszkańców (2907 kobiet i 2850 mężczyzn).